# Harpalus modestus
Harpalus modestus är en skalbaggsart som beskrevs av Pierre François Marie Auguste Dejean 1829. Harpalus modestus ingår i släktet Harpalus, och familjen jordlöpare. Arten har ej påträffats i Sverige.